# Giovanni Acciai

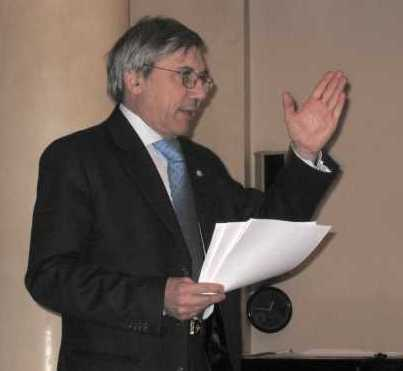

Giovanni Acciai (* 4. Februar 1946 in Albisola Superiore, Savona, Italien) ist ein italienischer Musikwissenschaftler und Chorleiter.

## Leben
Giovanni Acciai studierte Orgel, Komposition und Chorleitung an der Universität Pavia, und spezialisierte sich an der Scuola di Paleografia e Filologia Musicale, dem Vorgängerinstitut der heutigen Fakultät für Musikwissenschaften.  Er debütierte als Dirigent  der Corale Universita di Torino bei Konzerten in Polen.  Am Conservatorio Di Musica "Giuseppe Nicolini" Piacenza unterrichtete er Musikgeschichte. Er ist emeritierter Professor für Notationskunde am Conservatorio Giuseppe Verdi in Mailand und Autor zahlreicher musikwissenschaftlicher Aufsätze so wie wichtiger kritischer Werkausgaben von Vokal- und Instrumentalmusik. Viele davon wurden bei italienischen und ausländischen Verlagen veröffentlicht. Er war Direktor der Zeitschriften für Vokalmusik La Cartellina und L’Offerta musicale.
Von 1975 bis 1983 leitete er den Corale universitaria di Torino, 1981 bis 1982 den Coro del Teatro comunale in Bologna und von 1989 bis 1994 den Coro da camera della RAI [Kammerchor der RAI]. Derzeit leitet Acciai die Solisti del Madrigale und das Collegium vocale et instrumentale «Nova ars cantandi». Seit 2004 ist er offizieller italienischer Vertreter des Choir Olympic Council. Er ist künstlerischer Leiter des Chorwettbewerbs Isola del Sole des Konzertveranstalters Interkultur in Grado und der Chorwettbewerbe Vox Lucensis in Lucca und   Voices for Peace in Assisi. 2019 erhielt er mit dem Ensemble Nova Ars Cantandi den Premio Abbiati für die CD Responsoria von Leonardo Leo (1694-1744).
Regelmäßig fungiert er als Präsident und Jurymitglied der wichtigsten nationalen und internationalen Gesangs- und Chorkompositionswettbewerbe. Er hält Vorträge über Chorleitung auf musikwissenschaftlichen Konferenzen und bei italienischen und ausländischen Chorverbänden. Er ist Mitbegründer der Akademie für Alte Musik in Mailand.

## Einspielungen (Auswahl)
- Concerti ecclesiastici. Nova Ars Cantandi. Leitung: Giovanni Acciai. Stradivarius, 2000. Folgende Werke wurden eingespielt: I Giacomo Moro da Vidana: Concerti ecclesiastici II Claudio Merulo: Toccata sesta del terzo tuono OCLC 1083130567
- Isabella Leonarda: Vespro a cappella della Beata Vergine. Collegium vocale et instrumentale Nova Ars Cantandi. Leitung: Giovanni Acciai. Veröffentlicht beim Musiklabel Tactus, 2006. OCLC 1116822326
- Vespro breve ; Miserere. Ensemble strumentale Sagittario; Ensemble vocale Il. Dodicino. Leitung: Giovanni Acciai. Aufgenommen im September 2007 in Santa Teresa dei Maschi in Bari. Veröffentlicht beim Musiklabel Tactus, 2010. Folgende Werke wurden eingespielt: I Ascanio Maione: Toccata seconda II Francesco Durante: Vespro breve III Giovanni Maria Trabaci: Secondo tono con quattro fughe IV Francesco Durante: Miserere mei, Deus OCLC 1126676864
- Giovanni Legrenzi: Compieti op. 7, Nova Ars Cantandi unter der Leitung von Giovanni Acciai, Ivana Valotti, Orgel. Ersteinspielung, Naxos, 2021